# Mikhaïl Súslov
Mikhaïl Andrèievitx Súslov (en rus: Михаил Андреевич Суслов) (21 de novembre de 1902 - 25 de gener de 1982) fou un polític i ideòleg soviètic, membre del Politburó i del Secretariat del Partit Comunista de la Unió Soviètica (PCUS).
Economista, el 1921 es va afiliar al PCUS i el 1931 en va esdevenir membre de la comissió central de control. Entre 1933 i 1934 va dirigir una comissió per organitzar purgues internes al partit als Urals i al nord d'Ucraïna. Súslov va ser promogut al Comitè Central del PCUS el 1939. Durant la Segona Guerra Mundial, va tenir al seu càrrec la deportació dels txetxens i altres grups ètnics musulmans de les regions caucàsiques. Un cop acabada la guerra, el van destinar a Lituània (reincorporada després d'un període d'independència), on es va dedicar a enviar pobles sencers als camps de concentració de Sibèria. Promogut al Politburó el 1952, fou el principal responsable de la caiguda de Nikita Khrusxov i de la seva substitució per Leonid Bréjnev, el 1964. Fou l'encarregat de vetllar per la ideologia oficial del partit durant la major part del temps que va formar part del Secretariat. Després de la seva mort es van desfermar les grans maniobres dels pretendents a la successió de Bréjnev entre Iuri Andrópov, que continuava la mateixa línia ideològica de Súslov, i que en va sortir vencedor, Andrei Kirilenko i Konstantín Txernenko.
Súslov fou el mentor de Iuri Andrópov i del pare de la perestroika, Mikhaïl Gorbatxov. Fou enterrat al costat de Stalin, al mur del Kremlin.